# 黑衣人

黑衣人

黑衣人（英語：Men in black，有時寫作），是在美國流傳已久的都市傳說、UFO陰謀論，泛指美国某个政府秘密机构中穿着黑色西裝的特工，他們經常幫政府掩蓋不為人知的機密事件，包含飛碟UFO目擊事件之類的特別任務。
有些研究者（例如約翰·基爾）認為近代的黑衣人報導和歐美國家更早關於惡魔的報導有些相似，近代的黑衣人報導是盛行於美国的1950年代到1960年代。黑衣人與許多其他陰謀論同時出現，有人认为所谓的黑衣人，是由于当时美國的白色恐怖及麦卡锡主义使许多人士遭到逮捕，再加上冷战的氛围而产生的一种对政府的不信任感和缺乏安全感的表现。
此都市傳說題材於1997年被好萊塢拍摄成科幻喜劇电影。

## 特徵
現代傳說中的黑衣人的外型動作特徵有兩種描述：
- 一說黑衣人穿著「嶄新」、「滑亮」的黑領帶西裝或黑大衣，眼睛微斜（丹鳳眼）。操非常正式、近乎古板的英語。頭髮整齊、一絲不苟。動作僵硬，表情木訥，語氣平板，就像假人或機器人。
- 另一說（較為少見也較為簡略）黑衣人穿著皺得很糟糕的黑領帶西裝，操美國電影中黑幫角頭的那種俚俗粗鄙的語氣。

他們的膚色也有兩種描述：怪怪的黝黑或是怪怪的蒼白。動作體態的古怪則是公認的。
有名的目擊者班德還提到：這些人有像是奇怪的電燈泡的眼睛，具有心靈感應能力，而且用眼睛瞪著人就能造成頭痛。
黑衣人對普通的生活用品（如平底鍋、桌上器具等等）有異常的興趣。傳說中他們曾對人造成肉體傷害（但沒有實際登錄的病例）。他們知道只有他們的受訪者才知道的事。
黑衣人的車輛是嶄新的黑色舊式名車，通常是凯迪拉克，不開前燈，但是有綠或紫光照亮車內。通常三人一組行動，有時一人。

## 與美國政府關係

### 有名的班德的經歷與羅伯森調查小組
艾伯特·K·班德，有名的黑衣人證人，於1952年成立了International Flying Saucer Bureau（IFSB，直譯：國際飛碟社）。國際飛碟社成長迅速，成員多是美國人，不過也有其他國籍人民。這個民間組織的活動是調查、報告地方的相關事件。
國際飛碟社在1953年10月表示被命令禁止公佈UFO相關消息。接著就莫名其妙的解散了。很久以後班德才表示：（可能是在1953年9月）有三個黑衣人來找他叫他閉嘴。
羅伯森調查小組正好也於1953年做出要政府監視私人UFO團體，以防範其顛覆活動的建議。
IFSB並不只是半調子的UFO民間團體，而有進行敏感的攝影、航空分析，很容易引起國安關切。班德可能真的有遇到黑衣人，而黑衣人就是政府幹員。

## 兩則故事
1905年3月30日，威爾斯的一個城市，一個宗教佈道會舉行期間，天上飛過無數怪光。之後出現一個黑衣人恐嚇當地一個異常聰明的少女。這是二十世紀第一個黑衣人與UFO現象相關的故事。
1981年10月，英屬哥倫比亞維多利亞，有個叫Grant Breiland的年輕人看到UFO。三天之後，他去一個熱鬧的地方見他的朋友。他的朋友沒來，於是他在當地一個熱門百貨公司的電話亭打電話找朋友。他打完電話後看到兩個黑衣人。Breiland覺得非常奇怪，跟蹤這兩人跟到了一個滿地泥濘的空地，而那兩人就在那裡憑空消失了。Breiland在泥地上找不到一點腳印，無法追蹤，於是就回家了。最奇怪的是，Breiland表示在追逐黑衣人，從熱門百貨追到泥地的過程中，他完全沒有看到其他人，儘管那是個熱鬧的地段，而那時正是交通繁忙時間。Breiland說他看到許多汽車停在街上，卻沒有任何人坐在車裡。而等他放棄追逐回家時，車潮和人潮又恢復原狀。

## 相關主題
- 小灰人：另一則相關傳說。
- 天蛾人：世界各地至今都尚未被否認有此事的都市傳說。

## 参看
- 有四部同名电影与此有关：
  - （1997年出品）
  - （2002年出品）
  - （2012年出品）
  - （2019年出品）
- 電視劇:當中那個經常吸煙的男人及相關的行動成員，其描述便是這一類人士。
- 黑色直升機

百科全書式參考書：
- James R. Lewis. . 美國: Santa Barbara. 2000. ISBN 1576072657.

- David Ritchie. . 美國: Facts on File. 1994. ISBN 081602894X.

## 外部連結
- The Albert K. Bender Mystery（英文，「UFO Dimension」提供）
- A Die-Hard Issue--CIA's Role in the Study of UFOs, 1947-90（英文，「The Center for the Study of Intelligence」提供）
- Condon Committee （页面存档备份，存于）（英文，「The Real "MIB" Page!!」提供）